# Clare Akamanzi
Clare Akamanzi (Uganda, 1979) és una advocada, administradora pública, empresària i política ruandesa, que serveix com a directora executiu i director general del Rwanda Development Board des del 4 de febrer de 2017. El seu càrrec és a nivell de càrrec de govern, nomenada directament pel President de Ruanda. En la remodelació del gabinet del 31 d'agost de 2017, Akamanzi fou conservada al gabinet i va conservar la seva cartera.

## Antecedents i educació
Akamanzi va néixer a Uganda als pares de refugiats de Ruanda l'any 1979. Ella és la quarta d'una família de sis germans. Va aconseguir educació preuniversitària a diverses parts d'Uganda. La família es va traslladar molt, perquè els seus pares eren refugiats a Uganda. Té una Bachelor of Laws, atorgat per la Universitat Makerere a Kampala, capital d'Uganda. També té el diploma en Pràctica Jurídica, obtingut del Law Development Centre, també a Kampala.
Va obtenir el seu Master of Laws en dret comercial i inversions a la Universitat de Pretòria, a Sud-àfrica. També té un màster en administració pública, obtingut a la Universitat Harvard, a Cambridge (Massachusetts), als Estats Units. Va rebre un grau honorari en lleis a la Universitat Concòrdia en juny de 2018.

## Carrera
Va començar la seva carrera professional el 2004 a Ginebra (Suïssa) a la seu de l'Organització Mundial del Comerç (OMC). El govern de Ruanda la va designar com a diplomàtica/negociadora comercial especial a l'OMC. Posteriorment, es va traslladar a l'ambaixada de Ruanda a Londres com a agregada comercial.
Va tornar a Rwanda en 2006 i va ser nomenada directora general adjunta de la Rwanda Investment and Export Promotion Agency (RIEPA) abans que es fusionés en la RBD amb altres institucions l'any 2008. En 2008, Akamanzi es va convertir en subdirectora general responsable d'operacions i serveis comercials de la RDB. Més tard, va ser la directora d'operacions de Rwanda Development Board. A continuació, es va prendre una llicència d'estudis per fer estudis de postgrau als Estats Units. Quan va tornar, va servir com a "Cap d'Estratègia i Política" a la Presidència.